# پلوموسا (آریزونا)
پلوموسا (به انگلیسی: Plomosa) یک منطقهٔ مسکونی در ایالات متحده آمریکا است که در آریزونا واقع شده است. پلوموسا ۴۵۴ متر بالاتر از سطح دریا واقع شده است.